# Jessica Kosmalla
Jessica Kosmalla, née le 31 mars 1961 à Bremerhaven est une actrice allemande.

## Biographie
En plus de ses études d'actrice au Mozarteum, dont elle est diplômée en 1983, Jessica Kosmalla a également suivi une formation de ballet classique. Les étapes de sa carrière comprennent notamment le théâtre Komödie im Bayerischen Hof à Munich, le Pfalzbau de Ludwigshafen, le Junge Theater de Brême, le Théâtre Altonaer d’Altona, le théâtre Ernst-Deutsch de Hambourg. Parmi de nombreux autres rôles, elle joue dans Hauptmann von Köpenick, un drame en trois actes de Carl Zuckmayer, dans Les physiciens de Friedrich Dürrenmatt ou dans Rhinocéros d'Eugène Ionesco, pièces dirigées par Wolf-Dietrich Sprenger.
Dans les années 1980, Jessica Kosmalla incarne de nombreux personnages dans des séries policières telles Le Renard, Derrick .

## Filmographie (sélection)
- 1984 : Tatort : Heißer Schnee : Rita
- 1986 : Mit meinen heißen Tränen de Fritz Lehner
- 1987 : Kein Glück mit Frauen de Norbert Ehry
- 1987 : Le Renard : Mort avant la fermeture (Tod vor Schalterschluss) : Ini Mender
- 1987 : Derrick :  Le Chemin de la liberté (Ein Weg in die Freiheit) : Hilo Glück
- 1988 : L'heure Simenon : Les volets verts : Anna
- 1988 : Le Renard : Mauvaise fin (Kein gutes Ende) : Hilda Wallner
- 1988 : Le Renard : La mort de l’horloger (Der Tod des Uhrmachers) : Monika Valentin
- 1990 : Un cas pour deux : Les frères ennemis (Bruderhaß) : Kathrin Vasall
- 1990 : Derrick : Relation rompue (Beziehung abgebrochen) : Mme Bessemer
- 1990 : L’Enquêteur : Nebenjob : Franzi Bähr
- 1991 : Derrick : Le cercle infernal (Verlorene Würde) : Dina
- 1992 : Le Renard : Tout ou rien (Es war alles ganz anders)
- 1992 : Derrick : Vengeance (Tage des Zorns) : Agnes Heckel
- 1993 : Le Renard : La fin de l’histoire (Das Ende einer Ermittlung)

- 1993 : Tatort : Die Zärtlichkeit des Monsters : L’infirmière
- 1995 : Rosamunde Pilcher : Wechselspiel der Liebe : Anna Stoddard
- 1998 : Tatort : Money! Money! : le Dr Hera Feder
- 1999 : Doppelter Einsatz : Ganz normale Mörder : Petra Kolbe
- 1999 : Polizeiruf 110 : Schellekloppe : Regina Kahl
- 1999 : En quête de preuves : L’addition (Die Abrechnung) : Heidi Bannasch
- 2000 : Commissaire Lea Sommer : Amour et mort (Liebe und Tod) : Barbara Blume
- 2000 : Balko : Un amour éternel (Geliebte Mumie) : Le Dr Johanna Firneis
- 2002 : STF Special Task Force (SK Kölsch) : Protection rapprochée (Wachschutz) : Monika Koch
- 2002 : Brigade du crime (SOKO Leipzig) : Une mort sportive (Sport ist Mord) : Andrea Bosch
- 2004 : SOKO Köln : Mietsache Mord : Hannelore Stadler
- 2004 : Mission sauvetages : Les enfants rois (Königskinder) : Charlotte Endreß
- 2004 : Un cas pour deux : Une carrière à tout prix (Karriere um jeden Preis) : Stefanie Gerdts
- 2008 : SOKO Köln : Schatten der Vergangenheit : Angelika Herzog
- 2009 : Dorfpunks de Lars Jessen : La patronne
- 2009 : Brigade du crime (Soko Leipzig) : Das Erbe : Katja Kollwitz
- 2009 : Le Renard : Tu n’as plus le droit de vivre (Du darfst nicht mehr leben) : Margrit Hagen
- 2010 : Sacré Charlie : Das Wunder von Flensburg : Annette Schneider
- 2014 : SOKO Köln : Schweigen : Elfi Blum
- 2014 : SOKO Wismar : Aurafrisur : Kerstin Hardenberg
- 2016 : SOKO Stuttgart : Tabu : Helene Ochs
- 2019 : Tatort : Die goldene Zeit : Katharina Vanas
- 2019 : Golden Glove de Fatih Akin : Ruth
- 2020 : Helen Dorn : Kleine Freiheit : Marlene

## Théâtre (sélection)
- 1993-1994 : La petite Catherine de Heilbronn de Heinrich von Kleist, mise en scène Christian Kohlund, Theatergastspiele Kempf
- 2004 : Der Floh im Ohr de Sigi Rothemund, mise en scène Wolf-Dietrich Sprenger, Junges Theater de Brême
- 2006 : La Culotte de Carl Sternheim, mise en scène Hansgünther Heyme, tournée théâtrale
- 2008 : On achève bien les chevaux, inspiré du roman du même nom de Horace McCoy, mise en scène Ulrike Grote, théâtre Altonaer
- 2009 : Torquato Tasso (Le Tasse) de Johann Wolfgang von Goethe, mise en scène Hansgünther Heyme, théâtre Pfalzbau de Ludwigshafen
- 2010 : Der Hauptmann von Köpenick (de) de Carl Zuckmayer, mise en scène Wolf-Dietrich Sprenger, théâtre Ernst Deutsch
- 2011 : Les physiciens de Friedrich Dürrenmatt, mise en scène Wolf-Dietrich Sprenger, théâtre Ernst Deutch
- 2012 : Rhinocéros d’Eugène Ionesco, mise en scène Wolf-Dietrich Sprenger, théâtre Ernst Deutch
- 2013 : Harvey, mise en scène Andreas Kaufmann, théâtre Ernst Deutch
- 2014 : La fille aux neuf perruques de Marc Rothemund, interprétation théâtrale mise en scène par Wolf-Dietrich Sprenger, théâtre Ernst Deutsch
- 2014-2015 : Harvey, mise en scène Andreas Kaufmann, Komödie im Bayerischen Hof de Munich + tournée munichoise
- 2015 : Le journal d’Anne Frank, mise en scène Yves Jansen, théâtre Ernst Deutsch
- 2016 : Nathan le Sage de Gotthold Ephraim Lessing, mise en scène Wolf-Dietrich Sprenger, théâtre Ernst Deutch
- 2017-2018 : Le Malade imaginaire de Molière, mise en scène Volker Lechtenbrink (de), Wolf-Dietrich Sprenger, théâtre Ernst Deutsch
- 2018 : La Bonne Âme du Se-Tchouan de Bertolt Brecht, mise en scène Wolf-Dietrich Sprenger, théâtre Ernst Deutch